# 3 Mulheres (série de televisão)
3 Mulheres é uma série de televisão portuguesa de drama criada por Fátima Ribeiro e Luís Alvarães e produzida pela David & Golias. A série estreou a 26 de outubro de 2018, na RTP1, e conclui a transmissão a 18 de janeiro de 2019.
A série completa foi lançada em DVD no dia 12 de dezembro de 2019, pela distribuidora Alambique.

## Sinopse
A série, que é baseada em factos reais, segue a vida da poeta Natália Correia, da editora Snu Abecassis e da jornalista Vera Lagoa, mulheres que tiveram papéis importante durante a queda do Estado Novo, o regime que governou Portugal durante mais de 40 anos.

## Elenco
- Maria João Bastos como Vera Lagoa
- Soraia Chaves como Natália Correia
- Victoria Guerra como Snu Abecassis

### Elenco adicional
- João Jesus como Vasco Abecassis
- Fernando Luís como Alfredo Machado
- Afonso Lagarto como José Manuel Tengarrinha
- Vicente Wallenstein como Mariano
- Pedro Lamares como Luís de Sttau Monteiro
- Filipa Areosa como Madalena
- Rita Brütt como Olívia
- Jorge Vaz Gomes como Ary dos Santos
- Isac Graça como Fernando Ribeiro de Mello
- Pedro Carraca como Carlos Araújo
- Sérgio Coragem como Bruno da Ponte
- Ana Padrão como Lucienne Abecassis
- Elmano Sancho como Mário Cesariny
- Sílvio Vieira como Gabriel
- Carolina Amaral como Joana
- Rita Cabaço como Belinha
- Simão Cayatte como Dennis Redmont
- Hugo Franco como Macário
- Jaime Freitas como Esteves
- Pedro Inês como Luiz Pacheco
- Hugo Olim como Dórdio Guimarães
- João Reixa como Rogério
- Rodrigo Tomás como Phillip Abecassis
- Heidi Berger como Suzla Abecassis
- Cucha Carvalheiro como Herculana
- João Lagarto como Isaltino
- Mafalda Lencastre como Helena Ferreira
- Rui Morrison como Juiz
- Rui Neto como Melo e Castro
- Adelino Tavares como Aquiles
- Estevâo Antunes como Livreiro
- Hugo Bettencourt como Lima de Freitas
- Joana Brandão como Eugénia Varela Gomes
- Sara Carinhas como Bibliotecária
- Nuno Casanovas como António
- Tadeu Faustino como David
- Tiago Fernandes como José Cardoso Pires
- Victor Gonçalves como Frederico
- Kjersti Kaasa como Helle
- Mónica Mota como Celeste
- Nuno Nunes como Salgado Zenha
- Paulo Pinto como Palma Carlos
- Manuel Wiborg como António Neves Pedro
- Iris Cayatte como Margarida Tengarrinha
- Sofia Correia como Eduarda Pinto
- Álvaro Correia como Natário
- João Craveiro como Varela Gomes
- José Eduardo como Dr. Fausto
- Inês Sá Frias como Julieta
- Alda Gomes como Carlota Perestrelo
- Rafael Gomes como José António Correia
- Lucinda Loureiro como Lurdes
- Miguel Loureiro como Dr. Morais
- Pedro Sousa Loureiro como José Dias Coelho
- Ana Mafalda como Carmo
- Miguel Monteiro como José Rebordão Esteves Pinto
- Rui Porto Nunes como Homem Fato Escuro
- Sandra Santos como Isabel Balsemão
- Carlos Vieira como Agente MP
- Francisco Arraiol como Tenente
- João Arrais como Soldado João
- Silvia Barbeiro como Mulher Isaltino
- Dmitry Bogomolov como Ievtuchenko
- Diogo Branco como Roberto
- João Cabral como Nuno Perestrelo
- João Cachola como Nicholas
- Cristovão Campos como Tareco
- Hugo Cesário como Funcionário Min. Justiça/PIDE
- Filipe Crawford como Tipógrafo
- Henrique de Carvalho como Recruta Faneca
- Nuno Elias como GNR
- Alexandre Ferreira como GNR
- Guilherme Gomes como Jornalista
- Sara Barros Leitão como Isabel de Castro
- Bruna Mannarino como Crowd Member
- Luís Mascarenhas como Dr. Carvalhal
- Nuno Pardal como Pinto Balsemão
- Fernando Rodrigues como Heitor Sobral
- Catarina Rolo Salgueiro como Rapariga
- João Paulo Santos como Graduado PSP
- Américo Silva como Santana
- João Vaz como Cliente Pub
- Binete Undoque como Duxa

## Episódios
| N.º | Título            | Exibição original      | Audiência (espectadores) | Audiência (share) |
| --- | ----------------- | ---------------------- | ------------------------ | ----------------- |
| 1   | "Episódio n.º 1"  | 26 de outubro de 2018  | 209 000                  | 5,9%              |
| 2   | "Episódio n.º 2"  | 2 de novembro de 2018  | 161 500                  | 4,5%              |
| 3   | "Episódio n.º 3"  | 9 de novembro de 2018  | 209 000                  | 5,8%              |
| 4   | "Episódio n.º 4"  | 16 de novembro de 2018 | 180 500                  | 4,8%              |
| 5   | "Episódio n.º 5"  | 23 de novembro de 2018 | 228 000                  | 6,4%              |
| 6   | "Episódio n.º 6"  | 30 de novembro de 2018 | 171 000                  | 4,9%              |
| 7   | "Episódio n.º 7"  | 7 de dezembro de 2018  | 228000                   | 6,6%              |
| 8   | "Episódio n.º 8"  | 14 de dezembro de 2018 | ASD                      | ASA               |
| 9   | "Episódio n.º 9"  | 21 de dezembro de 2018 | 142 500                  | 4,5%              |
| 10  | "Episódio n.º 10" | 28 de dezembro de 2018 | 161 500                  | 4,7%              |
| 11  | "Episódio n.º 11" | 4 de janeiro de 2019   | 218 500                  | 5,6%              |
| 12  | "Episódio n.º 12" | 11 de janeiro de 2019  | 199 500                  | 5,6%              |
| 13  | "Episódio n.º 13" | 18 de janeiro de 2019  | 209 000                  | 5,5%              |

Nota: Todos os episódios estrearam na RTP Play ao meio-dia na mesma data da transmissão original televisiva.